# خيسوس موراليس فلوريس
خيسوس موراليس فلوريس (بالإسبانية: Jesús Morales Flores)‏ هو سياسي مكسيكي، ولد في 19 يوليو 1946 في المكسيك. حزبياً، نشط في الحزب الثوري المؤسساتي. وقد انتخب عضو مجلس النواب المكسيك.